# ميلارد رود
ميلارد رود (بالإنجليزية: Millard Ruud)‏ هو محامي أمريكي، ولد في 1917، وتوفي في 1997.